# ATP5G3
ATP5G3 (англ. ATP synthase, H+ transporting, mitochondrial Fo complex subunit C3 (subunit 9)) – білок, який кодується однойменним геном, розташованим у людей на короткому плечі 2-ї хромосоми.  Довжина поліпептидного ланцюга білка становить 142 амінокислот, а молекулярна маса — 14 693.
| 10         |  | 20         |  | 30         |  | 40         |  | 50         |
| ---------- |  | ---------- |  | ---------- |  | ---------- |  | ---------- |
| MFACAKLACT |  | PSLIRAGSRV |  | AYRPISASVL |  | SRPEASRTGE |  | GSTVFNGAQN |
| GVSQLIQREF |  | QTSAISRDID |  | TAAKFIGAGA |  | ATVGVAGSGA |  | GIGTVFGSLI |
| IGYARNPSLK |  | QQLFSYAILG |  | FALSEAMGLF |  | CLMVAFLILF |  | AM         |

A: Аланін

C: Цистеїн

D: Аспарагінова кислота

E: Глутамінова кислота

F: Фенілаланін

G: Гліцин

I: Ізолейцин

K: Лізин

L: Лейцин

M: Метіонін

N: Аспарагін

P: Пролін

Q: Глутамін

R: Аргінін

S: Серин

T: Треонін

V: Валін

Задіяний у таких біологічних процесах як транспорт іонів, транспорт, транспорт протонів, поліморфізм. 
Білок має сайт для зв'язування з ліпідами. 
Локалізований у мембрані, мітохондрії.